# Richard George Dean King
Richard George Dean King nascido em 2 de novembro de 1938 é um advogado e empresário norte americano, estudou na Universidade da Califórnia em Berkeley, Boalt Hall School of Law e foi Presidente Mundial do Rotary International no período 2001-2002.

## Biografia
Richard King teve um escritório em Pleasanton, Califórnia, Estados Unidos. Estudou na Universidade da Califórnia em Berkeley, Boalt Hall School of Law. em 1962. Foi licenciado por 58 anos e atuou com casos em Defesa Criminal, Planejamento Sucessório, Família e Lesões Corporais. 
Em 1955, com 16 anos de idade, foi iniciado no Capítulo da Ordem DeMolay em Berkeley. Formou-se na U.C. Berkeley em 1959 (onde atuou como primeiro vice-presidente do corpo discente) e foi para a faculdade de direito. Depois de se formar na Boalt Hall Law School em 1962, Richard King ensinou inglês e direito comercial na Brigham Young University. Em 1963, King serviu por dois anos na ativa no Exército dos EUA na Inteligência Militar, alcançando o posto de Capitão. Ele foi admitido para exercer a advocacia na Califórnia e em Utah em 1963. Advogado de primeira linha, Richard King fundou um escritório de advocacia. Seus dois irmãos se juntaram a ele na prática de King, King e King em 1967.
Multifacetado, atuou profissionalmente como cantor e ator em seus próprios shows em Las Vegas e em papéis principais em produções da Costa Oeste de musicais da Broadway. Durante toda a sua vida adulta, King foi um palestrante motivacional aclamado e fez palestras em todos os estados e em mais de 100 países.
Organizou e liedrou a Convenção Mundial do Rotary em Barcelona, Espanha, entre 23 a 26 de junho de 2002.
Associado ao Rotary Club de Niles, Fremont, Estados Unidos, ocupou cargos de liderança no Rotary Club por mais de 35 anos, como presidente de clube, governador de distrito, curador da Fundação Rotária, diretor internacional, presidente do comitê executivo e, no ano passado, como presidente mundial do Rotary International no período 2001-2002.
 Como Presidente adotou o lema "A Humanidade é a Nossa Missão" (Mankind is our business). 
Faleceu nos Estados Unidos em 15 de outubro de 2023.

## Homenagens
- Mestre Conselheiro Fundador do Capítulo de San Lorenzo, San Lorenzo, Califórnia, em 1955. Ele recebeu a Legião de Honra na graduação de Cavaleiro.
- Richard King foi introduzido no DeMolay Hall of Fame em 21 de junho de 2003.[2]
- Os Correios do Uruguai lançaram um selo comemorativo com a estampa do casal no valor facial de $ 24. [8]